# Radoslav Rochallyi

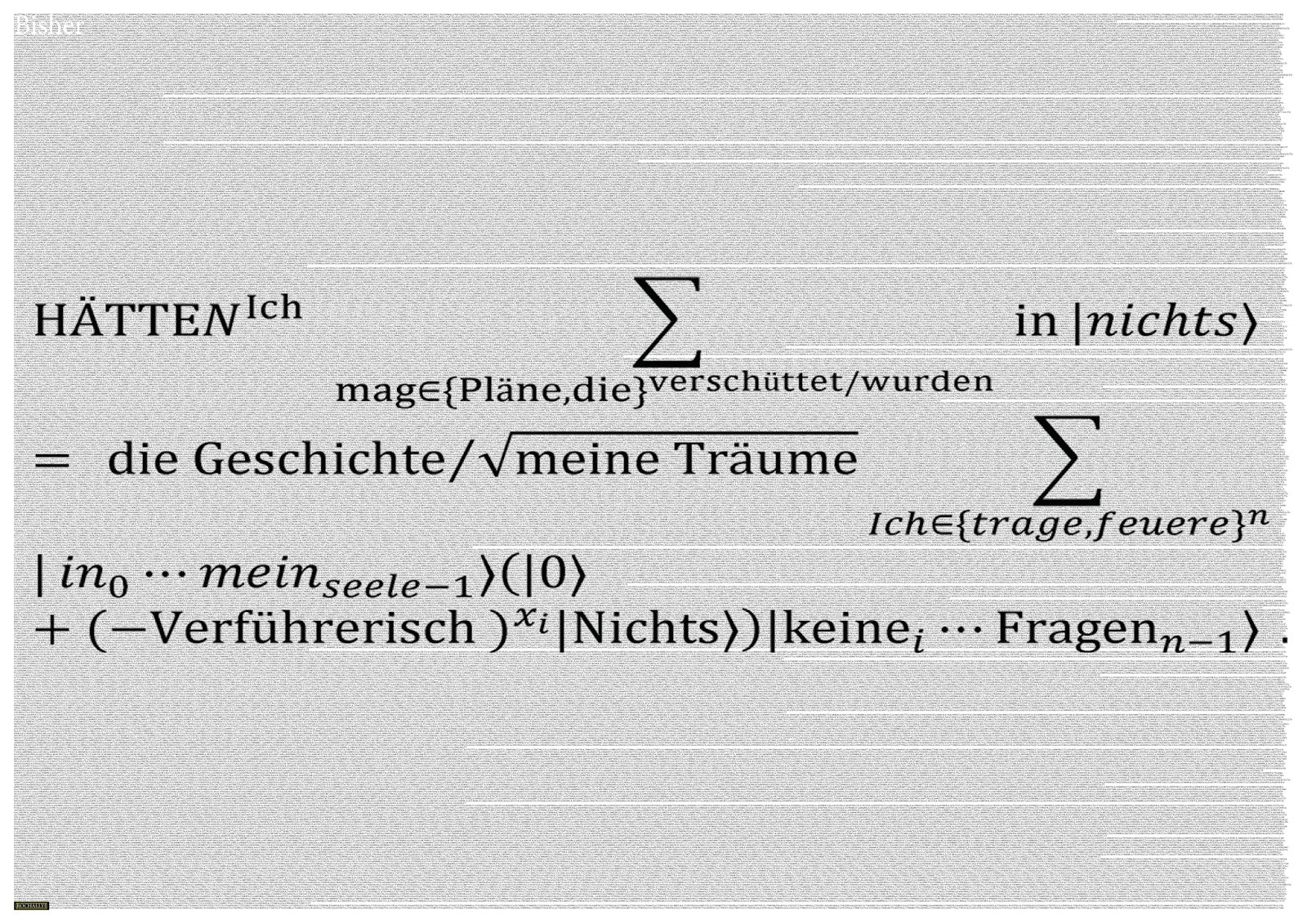
Muestra de poesía de "ADN" -Equation, 2019, Título del poema: Bisher

Radoslav Rochallyi (Bardejov, 1 de mayo de 1980) es filósofo y poeta eslovaco.

## Biografía
Radoslav Rochallyi nació en Bardejov, ubicado en la región Prešov de lo que hoy es la Eslovaquia. 
El Autor se graduó en Administración en la London International Graduate School y tiene un certificado en Bellas Artes, que recibió en el Pratt Institute. También estudió filosofía y matemáticas (álgebra lineal). Es miembro de Mensa.

Rochallyi publicado a partir de 16 años en diversos periódicos. Es autor de siete libros. Debutó con la colección de poesía Panoptikum: Haikai no renga (2004), escrita en haiku japonés.
Según Jan Balaz, la poesía de Radoslav Rochally se caracteriza por el uso de un verso libre, que le otorga al autor la libertad y la orientación necesarias para conservar la naturaleza específica del testimonio sin adornos.
Según Lenka Vrebl, la percepción de Radoslav Rochallyi no es juguetona, es seria, directa y enfocada. En "Golden Divine", alcanza su punto máximo de experimentación con formas de versos y poesía en general. En esta colección, intentó vincular la poesía con Fi (φ) y, por lo tanto, el número 1,618034 en forma no gráfica y con una sección dorada en su forma gráfica.
Según Maria Varga, el libro  Mythra Invictus  con el subtítulo Fate of Man es un poema filosófico, que indica que un escritor debe separarse de la tierra, ser él mismo, aprovechar su potencial creativo humano, ser más que humano - para ser un hombre nuevo, un hombre futuro,
Rochallyi tiene una estrecha relación con las matemáticas. En el ensayo filosófico Mythra Invictus escribió: "La matemática requiere un principio activo, y es en la comprensión matemática del mundo donde puedes acercarte a la perfección.",
En la colección DNA-Canvases of Poetry, usa ecuaciones matemáticas para expresar su poesía.
Además de su libro, también se han publicado ecuaciones poéticas en antologías.,, y revistas,
Por Andrea Schmidt Rochallyi poder encontrar una relación soportable entre el formalismo matemático y la libertad. Schmidt argumenta que su poesía es una crítica de la semántica y el lenguaje como tal. Schmidt, en una reseña en Rain Taxi, escribe que PUNCH puede considerarse una de las obras de poesía experimental más importantes de la última década.
Steven J Fowler, en una anotación al libro # Mathaeata, escribió que Rochallyi construye la poesía en términos matemáticos, situando un humor gracioso mezclado con una declaración nietzscheana dentro del contexto de un diseño visual brillantemente innovador.

## Obras

### Poemas
- 2004 – Panoptikum: Haikai no renga. [en eslovaco]. ISBN 978-1981294893.
- 2014 - Yehidah. [en eslovaco] 2014. 67 p. ISBN 978-1523354542.
- 2015 - Golden Divine. [en inglés] Brno: Tribun EU, 2015. 34 s. ISBN 978-80-263-0877-5.
- 2015 - Blood. [en eslovaco]2015. 43 s. ISBN 978-80-972031-7-7.
- 2016 - Torwalden. [en eslovaco] 2016. ISBN 978-1534848702.
- 2018 - Mechanics of everyday life. [en eslovaco] 2018. ISBN 978-80-8202-030-7.
- 2018 - Arété.[en eslovaco] 2018. ISBN 978-80-8202-041-3
- 2019 -DNA: Leinwänden der Poesie [en alemán e inglés] ISBN 978-8097350116
- 2020 – PUNCH [en inglés]  ISBN 978-8097373702
- 2021 – # mathaeata [en inglés],  ISBN 9788097373719

### Otros
- 2017 – A Letter for a son.Brno: Tribun EU, 2017. 49 s. ISBN 978-80-263-1195-9.
- 2019 – Mythra Invictus. The destiny of man. Bratislava: VSSS, 2019. 108 p. ISBN 9788082020857.
- 2020 – ESSE. Theorems on morality and power. Bratislava: EOCN. 168p. ISBN 978-80-9735-013-0.